# Malta na Mistrzostwach Świata w Lekkoatletyce 2015
Malta na Mistrzostwach Świata w Lekkoatletyce 2015 – reprezentacja Malty podczas Mistrzostw Świata w Pekinie liczyła 1 zawodniczkę, która nie zdobyła medalu.

## Występy reprezentantów Malty
| Konkurencja          | Zawodniczka         | Runda 1  | Runda 1 | Półfinał | Półfinał | Finał    | Finał   |
| Konkurencja          | Zawodniczka         | Rezultat | Pozycja | Rezultat | Pozycja  | Rezultat | Pozycja |
| -------------------- | ------------------- | -------- | ------- | -------- | -------- | -------- | ------- |
| Bieg na 100 m kobiet | Charlotte Wingfield | DQ       | –       | NQ       | NQ       | NQ       | NQ      |